# 탤벗
탤벗(Talbot)은 영국과 프랑스의 자동차 회사이다. 1903년에 창립되었으며, 1986년에 해체되었다.